# 11e régiment d'infanterie légère
Le 11e régiment d'infanterie légère (11e léger) est un régiment d'infanterie légère de l'armée française créé sous la Révolution à partir du bataillon de chasseurs des Ardennes, un régiment français d'Ancien Régime lui-même issu du Régiment de chasseurs à cheval des Ardennes.
En 1854, il est transformé et prend le nom de 86e régiment d'infanterie.

## Création, différentes dénominations
- 1788 : Formation des Chasseurs des Ardennes
- 1791 : devient 11e bataillon de chasseurs.
- 1794 : devient 11e demi-brigade légère de première formation
- 11 frimaire an V (1er décembre 1796) : formation de la 11e demi-brigade légère  de deuxième formation
- Juillet 1798 : l'unité est dissoute
- Août 1798 : Une nouvelle 11e demi-brigade légère de deuxième formation  est recréée.
- 11 frimaire an V (1er décembre 1796) : Le 11e régiment d'infanterie légère n'est pas formé, lors de la réorganisation de l'an XII.
- 11 août 1811 :  création du 11e régiment d'infanterie légère
- 16 juillet 1815 : comme l'ensemble de l'armée napoléonienne, il est licencié à la Seconde Restauration.
- 11 août 1815 : création de la légion de la Haute-Marne.
- 1820 : renommée 11e régiment d'infanterie légère.
- En 1854, l'infanterie légère est transformée, et ses régiments sont convertis en unités d'infanterie de ligne, prenant les numéros de 76 à 100. Le 11e régiment d'infanterie légère prend le nom de 86e régiment d'infanterie de ligne.

## Colonels et chefs de brigade
- 1er mai 1788 : Charles Joseph de Losse de Bayac
- 6 novembre 1791 : Gabriel François Louis de Becdelièvre[note 1]
- 5 février 1792 : François du Contant de La Molette de Fontenilles
- 26 octobre 1792 : Pierre Dominique Garnier
- 18 juillet 1793 : Paul Dominique Chabannacy de Marnas
- 1794 : Honoré Théodore Maxime Gazan
- 1796 : N. Giuseppi
- 1796 : Etienne Antoine Recco
- 1797 : N. Fiorella
- 1799 : Dominique Simon
- 1802 : Jean-Louis Dubreton
- 1811 : Pierre Francois Vincent de Casabianca[note 2]
- 1813 : Charles Poinsot
- 1814 : Jean André Tiburce Sebastiani
- 1816 : colonel Bichet de Chalancey
- 1829 : colonel H.de Polignac
- 1830 : colonel d'Aussaguel de Lasbordes
- 1839 : colonel Guigou
- 1840 : colonel François
- 1847 : colonel Damesme
- 1848 : Joseph Victor Thomas
- 1853 : colonel Hardy

## Historique des garnisons, combats et batailles

### Chasseurs des Ardennes
Le bataillon des Chasseurs des Ardennes est formé, à Montauban, le 1er mai 1788, avec les quatre compagnies d'infanterie attachées aux chasseurs à cheval des Ardennes .
Il est envoyé la même année à Monaco.
En 1790, il est en garnison à Antibes.

### 11ebataillon de chasseurs à pied

#### Guerres de la Révolution et de l'Empire
En 1791 lors de la réorganisation des corps d'infanterie français les « chasseurs des Ardennes » deviennent le 11e bataillon de chasseurs à pied et rejoint Sorgues en septembre 1791, pendant les troubles d'Avignon.
En 1792, il fait partie du camp de Barrault et de l'armée des Alpes.
En 1793, il passe à l'armée du Rhin et se trouve engagé aux batailles de Schanzel et de Kaiserslautern, au siège de Mayence et 1 bataillon est engagé le 26 décembre 1793 à la 2e bataille de Wissembourg.

### 11edemi-brigade légère de première formation

#### Guerres de la Révolution et de l'Empire
En 1794, la 11e demi-brigade légère de première formation est formée par l'amalgame :
- 11e bataillon de chasseurs (ci-devant des Ardennes)
- 6e bataillon de volontaires de la Drôme
- 5e bataillon de volontaires du Doubs

En 1795, la demi-brigade assiste à la bataille de Mombach.

### 11edemi-brigade légère de deuxième formation

#### Guerres de la Révolution et expédition de Saint-Domingue
le 11 frimaire an V (1er décembre 1796), la  11e demi-brigade légère de deuxième formation est formée par les : 
- 3e demi-brigade légère de première formation (3e bataillon de chasseurs (ci-devant Royaux-Corses), 2e bataillon de chasseurs révolutionnaires, 4e bataillon de volontaires des Hautes-Alpes également appelé 1er bataillon de chasseurs des Alpes)
- Bataillon de chasseurs des Hautes-Alpes

En 1796, la demi-brigade affectée à l'armée d'Italie est sous les ordres de général Masséna. On trouve l'unité aux batailles du pont de Lodi, de La Bochetta-di-Campione, La Corona, de Lonato, et de Saint-Georges, puis il pénètre dans le Tyrol et se trouve engagé dans l'escarmouche dans le défilé de Lavis et de Brixen.
La demi-brigade est dissoute en juillet 1798 pour cause d'insubordination et les bataillons sont répartis dans divers demi-brigades et une nouvelle 11e demi-brigade légère est recrée avec : 
- un noyau de l'ancienne 11e demi-brigade d'infanterie légère de seconde formation
- la 24e demi-brigade légère de première formation
- De divers dépôts
- De conscrits
- De Réquisitionnaires

En 1799, affectée à l'armée du Rhin elle combat à Offenbourg.
En 1800, la demi-brigade est affectée à l'armée Gallo-Batave et se trouve le 18 décembre au combat de Fischbach
En 1802, les 1er et 2e bataillons de la 11e demi-brigade légère de deuxième formation embarquent pour Saint-Domingue où elles sont réorganisés, une première fois, en 3 bataillons avec les éléments de la 24e demi-brigade légère de première formation.
En 1802-1803 dans le cadre de l'expédition de Saint-Domingue, l'unité est engagée à la bataille du Gros-Morne, aux sièges de la Crête à Pierrot, du Cap-Français et à la bataille de Vertières.

Le 12 floréal an XI (2 mai 1803), la 11e demi-brigade d'infanterie légère est réorganisée à 3 bataillons avec :
- 1er et 2e bataillons de la 11e demi-brigade légère de deuxième formation
- 1er bataillon de la 19e demi-brigade légère de deuxième formation
- Un détachement de la 28e demi-brigade légère de deuxième formation
- 3e bataillon de la 30e demi-brigade légère de deuxième formation.

Lors de la réorganisation de 1803, les 1er et 2e bataillons de la 11e légère entrent dans la composition de la 5e régiment d'infanterie légère organisé aux colonies.
Le 11e régiment d'infanterie légère n'est pas formé, lors de la réorganisation de l'an XII.

Le numéro reste vacant jusqu'en 1811.

### 11erégiment d'infanterie légère

#### Guerres de l'Empire
Le 11 août 1811 le  « 11e régiment d'infanterie légère » est recréé à Cherbourg, à 5 bataillons, avec les : 
- Bataillon de Tirailleurs Corses[3]
- Bataillon de Tirailleurs du Pô
- Bataillon valaisan
- Des conscrits Corses et Piémontais
- Des détachements et le bataillon de dépôt de la Légion de Midi

Il est immédiatement envoyé à Wesel.
En 1812, il fait la campagne de Russie et participe aux batailles de Sivotschina, de Swolna (en) ou le colonel de Casabianca est mortellement blessé, de Polotsk.
 Le régiment n'ira pas jusqu'à Moscou, et restera deux mois en cantonnement.
 En novembre, le régiment participe à la bataille de la Bérézina.
En 1813, il est engagé dans la campagne d'Allemagne et prend part aux batailles de Dresde et de Leipzig.
En 1814, durant la campagne de France il contribue aux victoires de Brienne, de La Rothière, de Valjouan, de Montereau et de Troyes.
Pendant la Première Restauration, le 11e régiment d'infanterie légère garde son numéro.
Pendant les Cent-Jours, le régiment affecté à l'armée du Nord, participe aux batailles de Ligny, de Wavre et de Namur.
Le 16 juillet 1815, comme l'ensemble de l'armée napoléonienne, il est licencié à la Seconde Restauration.

### Légion de la Haute-Marne
Les 11 août 1815 la légion de la Haute-Marne est créée.

### 11erégiment d'infanterie légère

#### Guerre belgo-néerlandaise
Par ordonnance royale du 23 octobre 1820 11e régiment d'infanterie légère est formé à Sedan, avec les 2 bataillons de la légion de la Haute-Marne
En 1832, dans le cadre de la guerre belgo-néerlandaise le 11e régiment d'infanterie légère est à l'armée du Nord ou il participe, au siège et à la prise de la citadelle d'Anvers.

#### France et Algérie
En 1848, le régiment est affecté à l'armée de Paris et prend part aux journées des 23, 24, 25 et 26 juin contre les insurgés.
Le 16 avril 1850, le régiment perd 220 membres à Angers lors de la catatrophe du pont de la Basse-Chaîne.
De 1851 à 1855 il est en Algérie où il est engagé jusqu'en 1855 et participe aux expéditions contre les Béni-Snassen, les Beni-Ider, la Kabylie, Aghribs et Taourirt.
Par décret impérial 24 octobre 1854 le 11e régiment d'infanterie légère devient le 86e régiment d'infanterie de ligne